# Анзен Сент Обен
Анзен Сент Обен (фр. Anzin-Saint-Aubin) насеље је и општина у североисточној Француској у региону Север-Па де Кале, у департману Па де Кале која припада префектури Арас.
По подацима из 2011. године у општини је живело 2.651 становника, а густина насељености је износила 5,17 становника/km². Општина се простире на површини од 5,13 km². Налази се на средњој надморској висини од 68 метара (максималној 94 m, а минималној 56 m).

## Демографија
| 1962. | 1968. | 1975. | 1982. | 1990. | 1999. | 2011. |
| ----- | ----- | ----- | ----- | ----- | ----- | ----- |
| 960   | 1.052 | 1.278 | 1.726 | 2.543 | 2.470 | 2.651 |

График промене броја становника у току последњих година